# استان بولکیمده
استان بولکیمده (به لاتین: Boulkiemdé Province) یک استان در بورکینافاسو است که در Centre-Ouest Region واقع شده‌است.

## خصوصیات
استان بولکیمده ۴٬۲۶۹ کیلومترمربع مساحت و ۵۶۷٬۶۸۰ نفر جمعیت دارد.